# Стульнево (село)
Стульнево (укр. Стульневе) — село,
Стульневский сельский совет,
Бердянский район,
Запорожская область,
Украина.
Код КОАТУУ — 2325587201. Население по переписи 2001 года составляло 674 человека.
Является административным центром Стульневского сельского совета, в который, кроме того, входят село
Каменка и посёлок
Стульнево.

## Географическое положение
Село Стульнево находится на берегах реки Токмак,
выше по течению на расстоянии в 1 км расположен пгт Черниговка.
Рядом проходят автомобильная дорога Т-0813 и
железная дорога, станции Стульнево и Низяны в 4-х км.

## История
- 1835 год — дата основания переселенцами из Полтавской и Черниговской губерний [2].

## Экономика
- Розовский элеватор, ОАО.
- «Стульневский специализированный карьер», ОАО.
- Несколько магазинов.

## Объекты социальной сферы
- Школа.
- Детский сад.
- Клуб/библиотека.
- Фельдшерско-акушерский пункт.
- Футбольный стадион.
- Почтовое отделение.

## Достопримечательности
- Братская могила 44 советских воинов.

## Спорт
В селе присутствует любительский футбольный клуб ФК "Волна", который принимает участие в чемпионате района.